# Bimota BB3
La BB3 est un modèle de motocyclette du constructeur italien Bimota.
Lors du salon EICMA 2012, Bimota présente la BB2. Dans un premier temps, il s'agit d'un prototype destiné à recevoir les critiques du public. L'année suivante, Bimota propose la BB3, le modèle de série.
Le moteur est quatre cylindres en ligne, quatre temps, que l'on retrouve sur la BMW S 1000 RR.
Il développe 193 ch à 13 000 tr/min pour un couple de 11,2 mkg à 9 750 tr/min.
Ce moteur est enserré par un cadre dont le principe est identique à celui de la Bimota DB8, à savoir un treillis tubulaire sur la partie avant relié à deux platines en aluminium de part et d'autre.
Le freinage est assuré par Brembo, grâce à deux disques de 320 mm de diamètre à l'avant, mordus par des étriers radiaux quatre pistons, et un simple disque de 220 mm de diamètre à l'arrière, pincé par un étrier double piston. La BB3 est équipée d'un ABS.
La fourche télescopique inversée de 43 mm de diamètre et le monoamortisseur sont signés Öhlins.
Les jantes en aluminium forgé proviennent du catalogue OZ Racing.
L'échappement est fourni par Arrows.
À partir de fin 2015, Bimota propose la BB3 en kit, à monter soi même. L'acheteur doit se procurer le moteur et le câblage électronique à partir d'une S 1000 RR. Les pièces proviennent des machines destinées à homologuer la participation en Superbike en 2014, qui n'ont pas pu recevoir de moteur.
La BB3 est présentée dans une livrée blanche, rouge et noire mais elle peut être seulement blanche et noire ou complètement noire. Elle peut également être recouverte d'une peinture blanche, rouge, noire et verte, sur la série limitée T Tropheo voulu par l'importateur anglais pour fêter l'engagement au Tourist Trophy.
Seules 26 machines verront le jour.

## Compétition

### Championnat mondial de Superbike
La BB3 est engagée au sein de la structure Bimota Alstare Racing pour la saison 2014 dans le championnat mondial de Superbike en catégorie EVO, aux mains des pilotes Ayrton Badovini et Christian Iddon.
Chaque constructeur doit produire au minimum 125 motos pour que sa participation soit validée. La Fédération Internationale de Motocyclisme accepte de changer les règles sur le délai de production des premières moto et permet à l'équipe de courir dès la deuxième course, mais elle ne marquera pas de points. Néanmoins, les 125 motos doivent être produites dans les quatre mois après la première participation. Bimota n'y parvient pas et est écarté de la compétition après la manche américaine.
Même si les résultats ne sont pas notables toutes catégories confondues, les deux BB3 sont toujours aux avant postes en catégorie EVO.
Le freinage Brembo est remplacé par des éléments Nissin.
| N° | Pilote          | AUS | AUS | ESP, | ESP, | NED, | NED, | ITA, | ITA, | GBR, | GBR, | MAL, | MAL, | ITA, | ITA, | POR, | POR, | USA, | USA, | ESP | ESP | RUS | RUS | FRA | FRA | ZAF | ZAF |
| -- | --------------- | --- | --- | ---- | ---- | ---- | ---- | ---- | ---- | ---- | ---- | ---- | ---- | ---- | ---- | ---- | ---- | ---- | ---- | --- | --- | --- | --- | --- | --- | --- | --- |
| 2  | Christian Iddon |     |     | 17   | Ab.  | Ab.  | 12   | 12   | 14   | Ab.  | 11   | Ab.  | 16   | 17   | Ab.  | 13   | 12   | 13   | 9    |     |     |     |     |     |     |     |     |
| 86 | Ayrton Badovini |     |     | 13   | 12   | 11   | Ab.  | Ab.  | 12   | 10   | 9    | 12   | 13   | 12   | 11   | 12   | 9    | Ab.  | 8    |     |     |     |     |     |     |     |     |

### Championnat Superbike anglais
En parallèle, l'équipe Alstare engage Christophe Ponsson dans le championnat Superbike anglais, sans résultat notable. Il est rejoint par Christian Iddon pour l'avant dernière épreuve, à la suite de l'arrêt de l'engagement en Superbike mondial. Il parvient à hisser la BB3 à la cinquième place. 
| N°  | Pilote             | Brands Hatch Indy | Brands Hatch Indy | Oulton Park | Oulton Park | Snetterton 300 | Snetterton 300 | Knockhill | Knockhill | Brands Hatch GP | Brands Hatch GP | Thruxton | Thruxton | Oulton Park | Oulton Park | Cadwell Park | Cadwell Park | Donington Park | Donington Park | TT Circuit Assen | TT Circuit Assen | Silverstone Grand Prix | Silverstone Grand Prix | Brands Hatch | Brands Hatch |
| --- | ------------------ | ----------------- | ----------------- | ----------- | ----------- | -------------- | -------------- | --------- | --------- | --------------- | --------------- | -------- | -------- | ----------- | ----------- | ------------ | ------------ | -------------- | -------------- | ---------------- | ---------------- | ---------------------- | ---------------------- | ------------ | ------------ |
| 2   | Christian Iddon    |                   |                   |             |             |                |                |           |           |                 |                 |          |          |             |             |              |              |                |                | 5                | Ab.              |                        |                        |              |              |
| 123 | Christophe Ponsson |                   |                   |             |             |                |                |           |           |                 |                 | Ab.      | DNS      | 22          | 20          | Ab.          | Ab.          | Ab.            | Ab.            | Ab.              | 17               | 19                     | 18                     | 20           | 22           |

### Course sur route

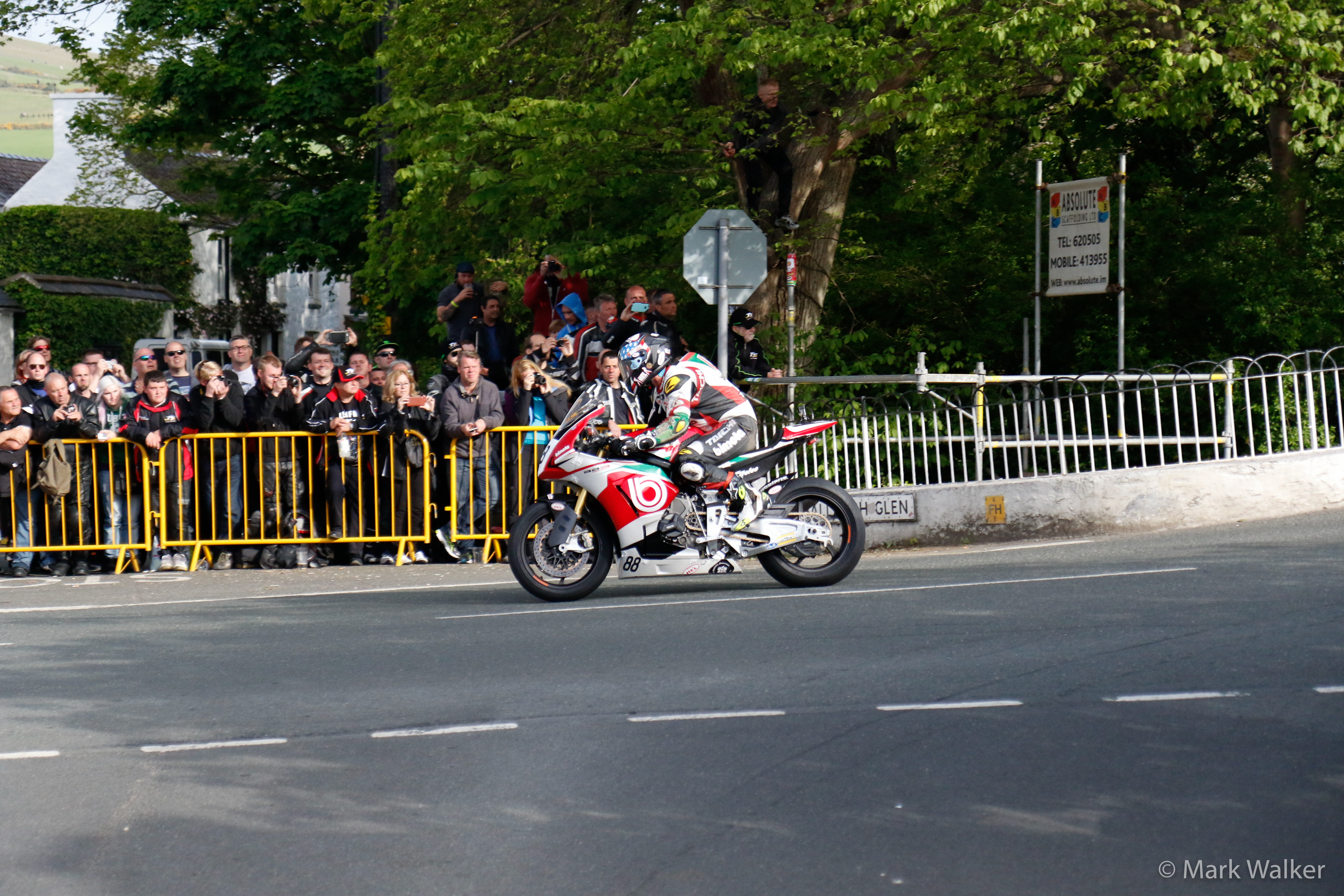
Ben Wylie sur la Bimota BB3 au TT 2015

L'importateur britannique engage deux BB3 pour le Tourist Trophy de l'Ile de Man en 2015, pilotées par Ben Wylie et Brandon Cretu en catégorie Superbike. Ben Wylie finit vingt-septième sur 42 participants. Brandon Cretu abandonne.
L'expérience est renouvelée pour le Grand Prix de Macao. Les deux pilotes finissent respectivement 19 et vingt-troisième.
L'expérience est reconduite pour le Tourist Trophy de 2016, avec une vingt-cinquième place pour Ben Wylie et un abandon pour Brandon Cretu.
En 2017, Ben Wylie est contraint d'abandonner, aussi bien en Superbikequ'en Superstock, les deux catégories dans lesquelles il était engagé.